# Grbovi dalmatinskog komunalnog plemstva – A
Za grbove dalmatinskog komunalnog plemstva ne vrijede zakoni heraldike zbog posebnih uvjeta nastanka i vlasnika istih. Grbovi dalmatinskog komunalnog plemstva pripadaju krugu talijanskog komunalnog plemstva gdje je tradicija opisivanja s gledišta promatrača. 
Grbovi s početnim slovom A

## Grbovi
| Grb | Kuća i opis grba |
| --- | --- |
|     | Abram (Kotor) Titula: (HR) Na srebrenom polju lijeva kosa crvena greda, iznad grede srebrena ruka u crvenom rukavu okrenuta na desno drži srebreni mač, ispod grede polje podijeljeno desno kosom crvenom gredom. [1/16] |
|     | Acerbi (Trogir) Titula: (HR) Okomita podjela: zlatno, crveno. Kapa: na zelenom polju crna ptica u kljunu drži plavi grozd. [1/16,2/1] |
|     | Addobati (Zadar,Nin) Titula: (HR) Na plavom polju srebrena kula iznad kule zlatno sunce, tri srebrena ljiljana jedan s desna, drugi lijeva, i treći ispod kule. [1/57] |
|     | Alačević, Mirković (Makarska) Titula: (HR) Podjela na četvrtine: 1 četvrtina 2 para okomitih greda srebreno-crvene, 2 četvrtina na plavom polju srebrena kula, na vrhu kule crvena zastava, 3 četvrtina 2 para okomitih greda crveno-srebreno ,4 četvrtina na srebrenom 2 crna uspravljena krila.[1/57, 2/1] |
|     | Alberti, Jančić (Split,Trogir) Titula: (HR) Na plavom polju 2 zlatne lijevo kose grede. [1/16, 2/1, 3/2-338, 4/5] |
|     | Allegreti, Veselić (Trogir, Split,) Titula: Hrvatsko-ugarsko plemstvo - (HR) I Na plavom polju zlatno srce (Trogir). [1/16, 2/1, 4/122, 6/5] - (HR) II Na plavom polju dvije lijevo kose zlatne trakez, iznad traka zlatno srce, ispod traka zlatno srce (Split). [1/16, 4/122, 5/220] - (HR) III Na plavom polju dvije lijevo kose zlatne trake. [3/1, 4/122] - (HR) IV Na crvenom polju dvije lijevo kose zlatne trake (Firenca, It.). [4/134] |
|     | Andreis (Trogir) Titula: (HR) [1/16] |
|     | Antičević, Krstić, Krstulović (Brač) Titula: Bračko plemstvo (HR) Na zlatnom polju crni orao okrunjen zlatnom krunom. Preko svega lijevo kosa crvena greda, duž grede tri šestero krake zlatne zvijezde. [1/16, 2/1, 4/6] |